# Shiawassee (rivier)

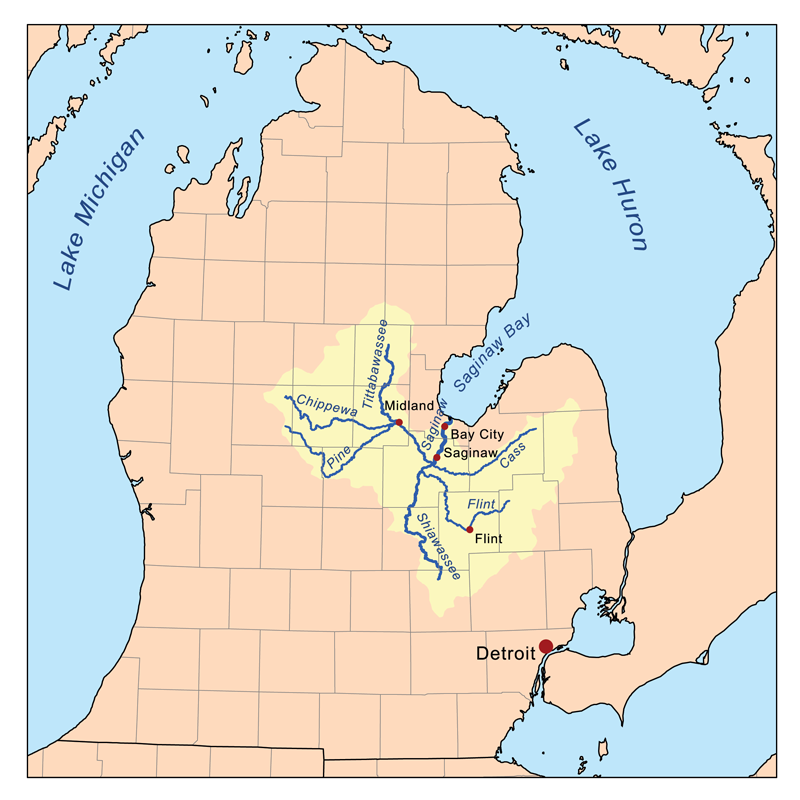
Shiawassee en nabijgelegen rivieren

De Shiawassee is een rivier van ongeveer 110 kilometer lang in de Amerikaanse staat Michigan. De rivier stroomt in noordelijke richting door het lagere schiereiland van Michigan en komt samen met de Flint, de Cass en de Tittabawassee om de Saginaw te vormen, die uitkomt in Saginaw Bay van het Huronmeer.
De rivier heeft haar naam gegeven aan Shiawassee County.